# Alfred Büchi

Alfred Büchi (1899–1903)

Alfred Büchi (* 11. Juli 1879 in Winterthur; † 27. Oktober 1959 ebenda) war ein Schweizer Ingenieur und Nationalrat der LdU.

## Leben
Alfred Büchi gilt heute als der Begründer der Abgasturboaufladungs-Technik. Er erfand den Turbolader und meldete seine Erfindung zum Patent an. Das Deutsche Reich erteilte ihm 1905 das Patent mit der Nr. 204630. Büchi bemerkte, dass herkömmliche Verbrennungsmotoren einen schlechten Wirkungsgrad besitzen, weil zwei Drittel der Energie ungenutzt als Wärme mit dem Abgasstrom verloren gehen. Büchi hatte die Idee, die vorhandene Energie des Abgases (Wärme- und kinetische Energie) für den Antrieb einer Turbine nutzbar zu machen. Die Turbine treibt wiederum einen Verdichter an, der die angesaugte Luft vorverdichtet.  1925 schaffte er mit dieser Methode eine Leistungssteigerung von über 40 %. Ab 1909 war er für sechs Jahre als Chefingenieur bei Sulzer in Winterthur beschäftigt. Dort entwickelte er den Turbolader für Schiffsdieselmotoren weiter.
Im Jahre 1938 wurde ihm  von der Eidgenössischen Technischen Hochschule Zürich der Titel Dr. h. c. verliehen.
Von 1939 bis 1943 gehörte er als Mitglied der Landesring-Fraktion dem Nationalrat an.
Büchi wurde auf dem Friedhof Rosenberg in Winterthur bestattet.